# 紅盧奇
赫鲁斯塔利内（羅馬化：Khrustalnyi），俄罗斯当局称紅盧奇（羅馬化：Krasnyy Luch），法理上是乌克兰東部卢甘斯克州罗韦尼基区赫鲁斯塔利内市镇内的城市及该市镇的行政中心，事实上为俄罗斯卢甘斯克人民共和国的直辖市（乌克兰当局已于2020年7月18日废除州辖市的建制）。該市始建於1895年，面積53.4平方公里，海拔高度269米，2022年人口数量为79,533人。自2014年春季起，該市由盧甘斯克人民共和國實際控制。

## 城市名称
该市原名为克林达乔夫卡，于1920年被改名为“红卢奇”。2016年，乌克兰最高拉达根據去共化法律将該市更名為“赫魯斯塔利内”。然而，因該市在改名後未曾在乌克兰政府的实际控制下，该名称并未在当地使用。

## 当地名人
- 阿列克西·丹尼洛夫：乌克兰政治家，现任乌克兰最高統帥部协调人及乌克兰国家安全与国防事务委员会秘书。